# Wei Changhui
Wei Changhui (chinesisch 韋昌輝, Pinyin Wéi Chānghuī, W.-G. Wei Chʻang-hui) war der Nordkönig des Taiping-Aufstands.

## Leben

### Vor dem Aufstand
Wei Changhui hieß als Kind Wei Cheng. Er entstammte einer wohlhabenden Familie in Jintian, Guiping, Guangxi, und besaß sowohl Ländereien, als auch eine Pfandleihe. Seine Familie hatte immer dafür gesorgt, dass der Markt Jiantin ein sicherer Ort für die „Gottesverehrer“ war. In der Anfangszeit der Bewegung um 1840 wurde Wei durch Feng Yunshan und Hong Xiuquan zum Christentum bekehrt. Im Sommer des Jahres 1848 ging Wei einen Bruderschwur mit Hong Xiuquan, Feng Yunshan, Yang Xiuqing, Xiao Chaogui, Shi Dakai und Jesus Christus ein.

### Rolle im Taiping-Königreich
Im Taiping-Aufstand nahm Wei von Anfang an die Rolle eines Generals ein. Am 4. Dezember 1851 ernannte Hong Xiuquan Wei zum Nordkönig, Herrn der 6.000 Jahre. Sobald die Taiping Nanjing eingenommen hatten, begann Wei die Verteidigung der Umgebung zu organisieren und Nanjings Nahrungsmittelnachschub zu regeln.

### Tianjin-Schlacht und Tod
Nach dem gescheiterten Angriff auf Tianjin begann Yang Xiuqing (der „Ostkönig“) bald darauf, Wei zu demütigen und ihn zu bedrohen um seine eigene Macht zu festigen. Kurz bevor er einen Titel in ähnlicher Position wie Hong Xiuquan annahm, schickte Yang Wei, Shi Dakai und Qin Rigang in separate Provinzen.  Hong witterte Hochverrat bei Yang und alarmierte die drei Generäle sofort zurückzukehren. Wei kehrte daraufhin am 1. September 1856 mit drei Tausend Mann nach Nanjing zurück, wo er auf Qin Rigang traf, der bereits eingetroffen war. In Absprache mit Hong Xiuquan und dessen verbündeten entschieden die beiden Generäle nicht auf Shi Dakai zu warten. Sie stürmten mit ihren Truppen sofort den Palast von Yang und töteten ihn, bevor er entkommen konnte. Dann richteten sie auch seine Familie und Anhänger in seinem Palast hin, obwohl sie  Hong versprochen hatten, dass nur Yang sterben sollte. Nach dieser Tat verblieben noch 6000 von Yangs Anhängern in Nanjing. Hong und seine Generäle besprachen, dass sie diesen eine Falle stellen würden. Hong gab vor Wei und Qin Rigang zu verhaften und lud die Anhänger von Yang ein, bei der Verprügelung der beiden zuzusehen. Sobald aber die Mehrheit von Yangs Anhängern in der Gerichtshalle waren, wurden die Schläge ausgesetzt und Yangs Anhänger waren in den Hallen eingesperrt. Am nächsten Morgen wurden sie alle systemisch umgebracht. Tötungen von Yangs Anhängern setzten sich in den nächsten drei Monaten fort.
Shi Dakai erreichte Nanjing im Oktober und klagte gegen Wei wegen der exzessiven Hinrichtungen. Wei im Gegenzug unterstellte, dass Shi ein Verräter sei. Auf eine Warnung hin, dass er als Nächstes ermordet werden könnte, floh Shi aus Nanjing am selben Tag, an dem er angekommen war. In der Nacht stürmten Wei und Qin Rigang Shis Heim und schlachteten seine Familie und sein Gefolge ab. Shi stellte daraufhin eine Armee mit 100.000 Mann auf und verlangte die Köpfe von Wei und Qin. Wei wies Qin an, Shis Vormarsch aufzuhalten und begann ein Komplott zu schmieden, dass er Hong Xiuquan einkerkern konnte. Hong Xiuquan war jedoch im Stande diese Pläne zu vereiteln und ließ seine Leibgarde Wei töten.  Qin wurde zurückgelockt und kurz darauf getötet.